# Parc national du Cabo Orange
Le parc national du Cabo Orange (portugais : Parque Nacional do Cabo Orange) est un parc national situé dans l'état de Amapá au Brésil. Il a une superficie de 6 573 km2. Il a été créé le 15 juillet 1980. Il vise à préserver les écosystèmes de mangroves et de prairies de plaine situés à l’embouchure de la rivière Oyapock et sur la côte nord du Brésil. Il comprend le cap Orange. Le parc forme, avec les parcs nationaux des montagnes de Tumucumaque, du mont Roraima, du pic de Neblina et de la Serra do Divisor, l’ensemble des parcs nationaux bordant l’Amazonie brésilienne.

## Histoire
Les terres qui le composent ont été habitées par diverses populations indigènes et, plus tard, disputées pendant des siècles par les Portugais, les Français, les Anglais et les Hollandais. Les documents matériels et culturels de l’histoire de cette région sont présents en divers points du parc national. Le nom lui-même, Cabo Orange, emprunté à la caractéristique géographique qui marque l’extrémité nord de la côte brésilienne, vient d’un hommage rendu par un Hollandais à la royauté de son pays, qui a la couleur orange comme marque nationale.
Cabo Orange a été la première unité fédérale de conservation créée dans l’Amapá, un État qui compte aujourd’hui 55 % de son territoire protégé par des parcs, des réserves et des terres indigènes.
En 2013, le Parc a été élu le plus récent Site Ramsar brésilien, désignation qui confirme qu’il s’agit d’une zone humide d’importance internationale.

## Géographie
Le Parc est bordé par la Guyane française, au nord ; les terres indigènes Uaçá et Juminã et, dans une courte section, le projet de colonisation de Vila Velha à l’ouest, l’océan Atlantique à l’est et la zone de Cunani Quilombola au sud. 
Le Parc protège une vaste zone de mangroves, une bande maritime de 10 km de large sur 200 km de long, et des écosystèmes terrestres.

La faune est assez riche et diversifiée, avec plusieurs espèces de tortues, le lamantin (Trichechus inunguis), ainsi que l’avifaune, qui mérite d’être soulignée car la côte de l’Amapá est le dernier bastion de plusieurs espèces que l’on trouvait autrefois sur toute la côte brésilienne, parmi lesquelles l'ibis rouge ou guará (Eudocimus ruber), le flamant rose d’Amérique (Phoenicopterus ruber) ou la spatule. 

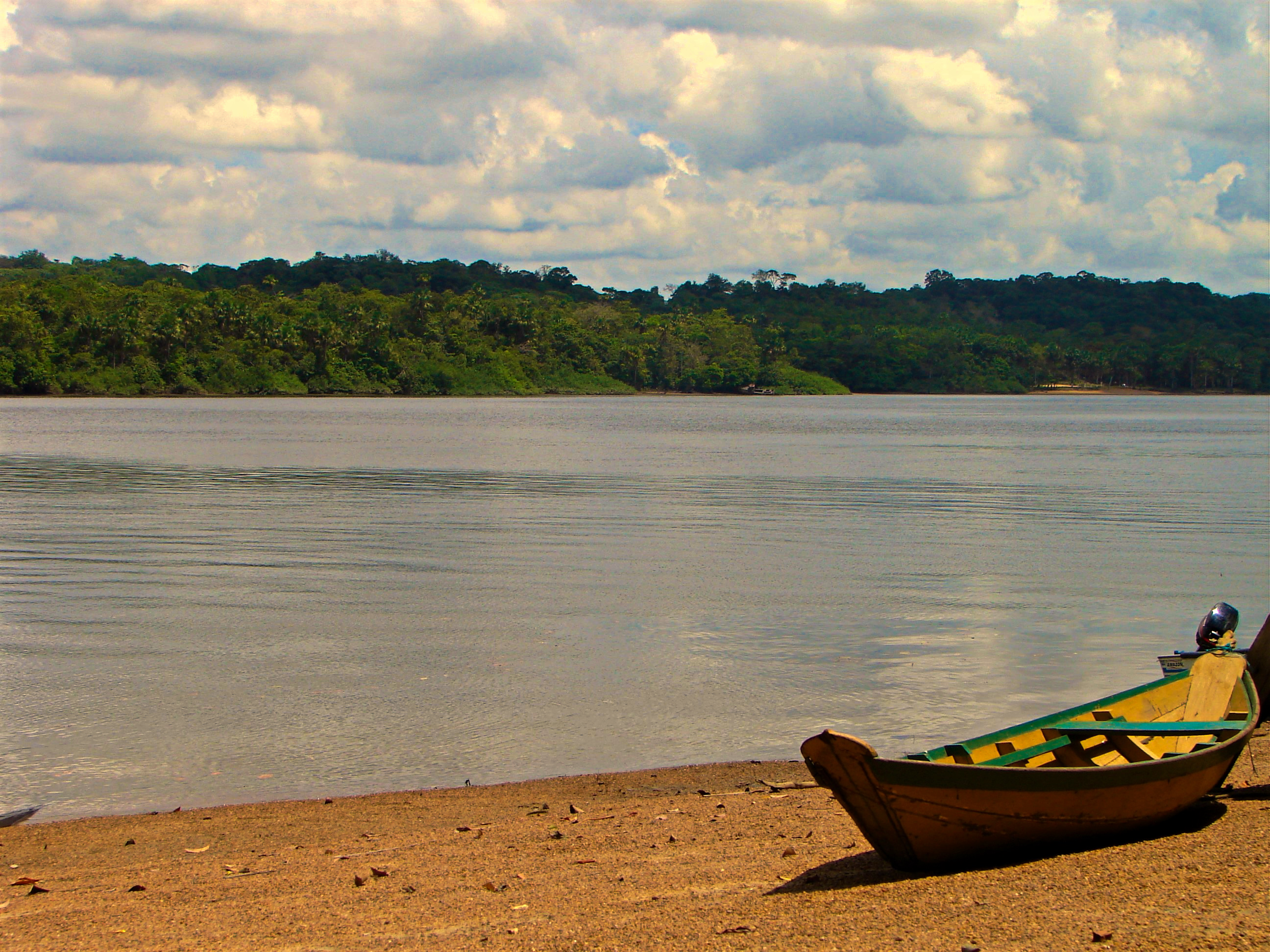
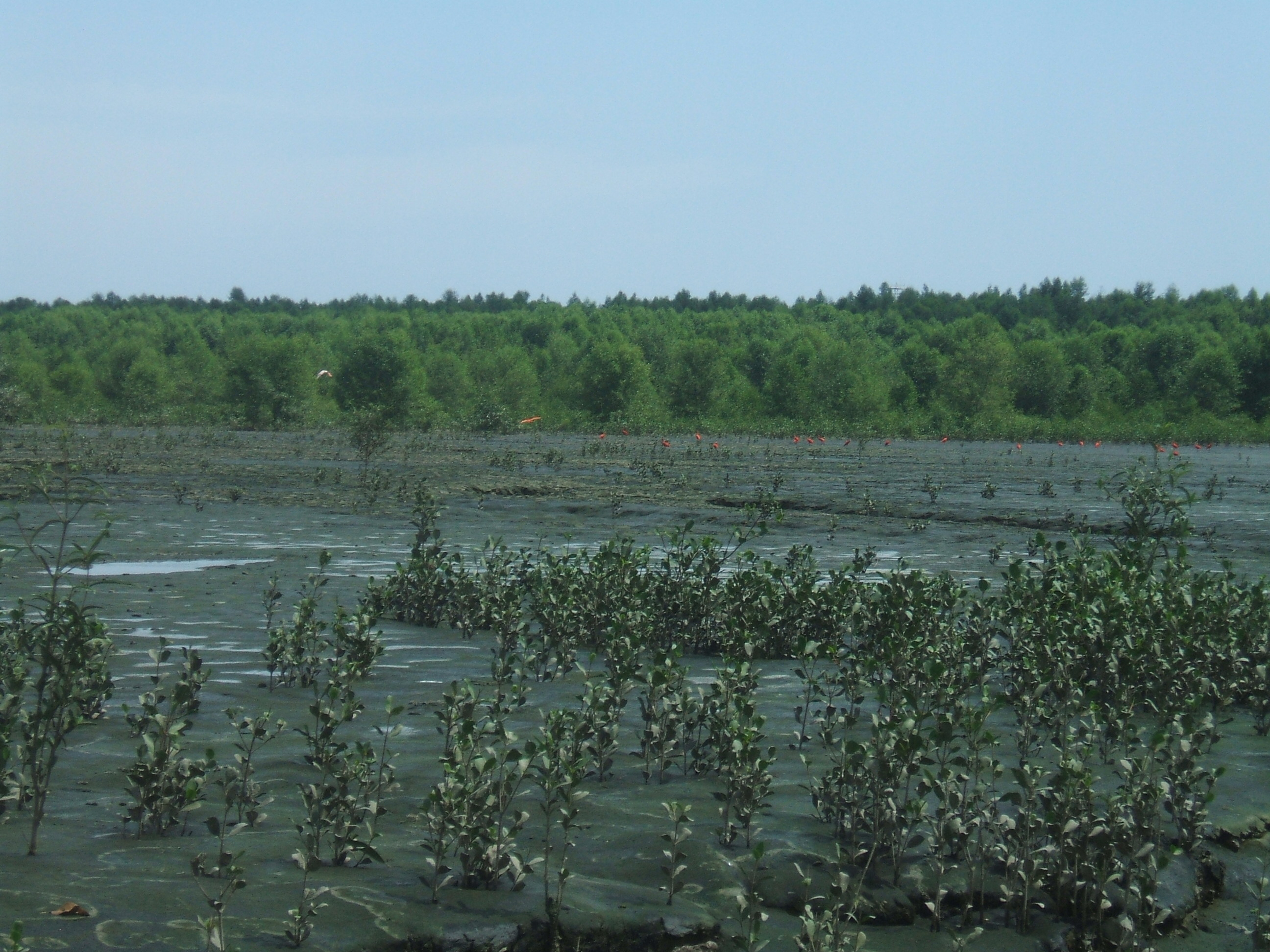
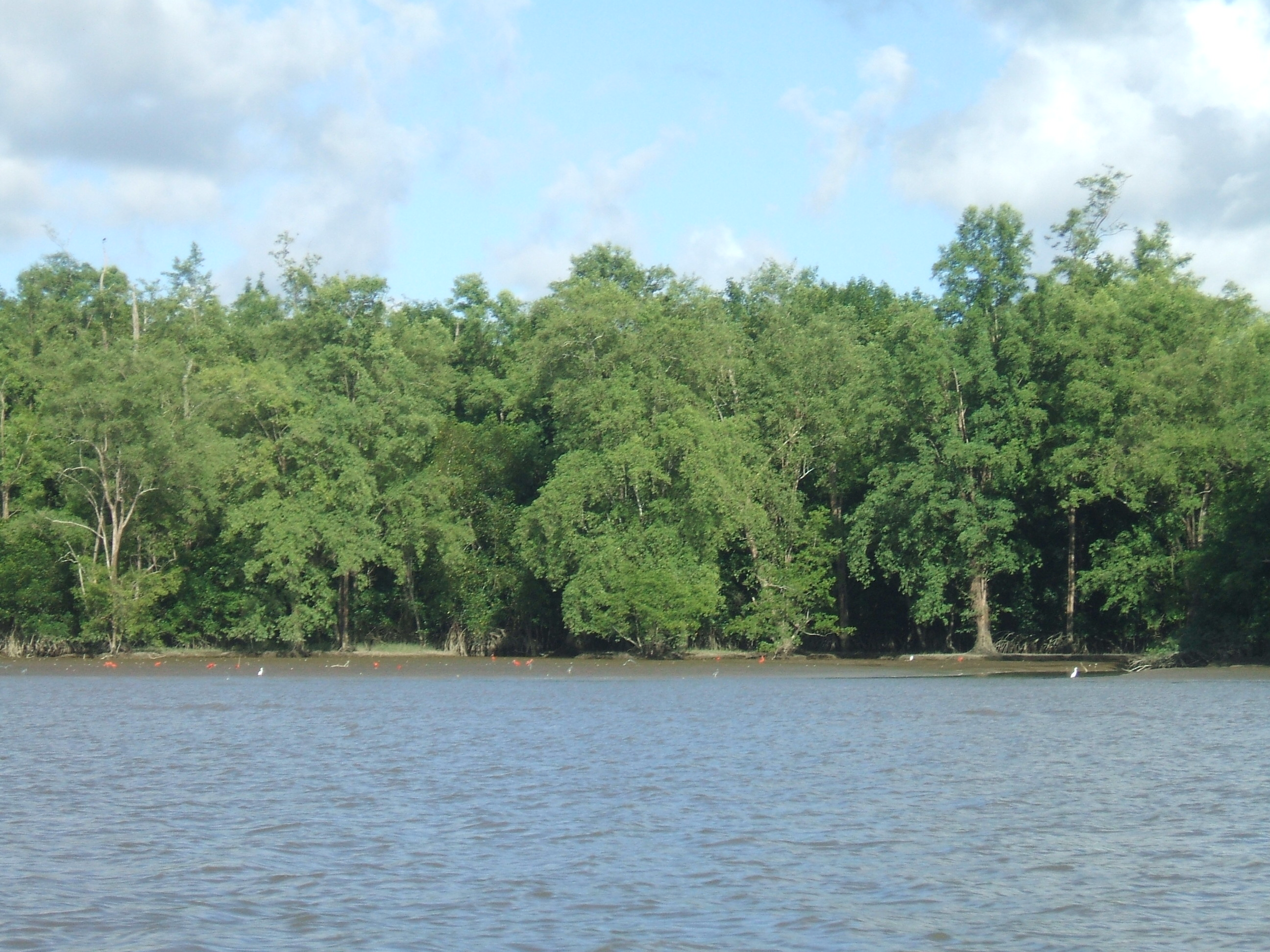